# Transkranielle Gleichstromstimulation

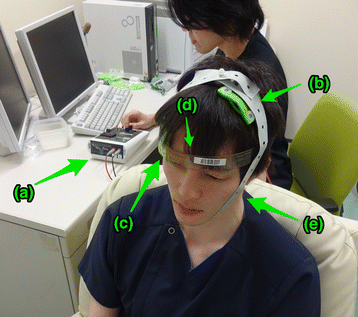
Die anodische (b) und die katodische (c) Elektrode sind für die tDCS-Behandlung am Kopf der Testperson angebracht. Zur Fixierung und zur Erhöhung der Reproduzierbarkeit (Verringerung des Widerstands) wird ein Kopfband (d) und ein Gummiband (e) verwendet.

Die transkranielle Gleichstromstimulation (tDCS) (engl. Transcranial direct current stimulation) – vereinzelt auch in fehlerhafter Übersetzung des Englischen: Transkranielle Direktstrom-Stimulation – ist ein nichtinvasives, schmerzfreies und komplett reversibles Verfahren zur Elektrostimulation des Gehirns. Dabei wird über auf der Kopfhaut angebrachten Elektroden Gleichstrom appliziert, wodurch die kortikale Erregbarkeit und die neuronale Aktivität verändert werden.
Die tatsächliche intrakraniell erzielte Stromdichte entspricht in etwa 50 % der ursprünglichen Stromdichte. Die Ausrichtung und die Zeitspanne der kortikalen Aktivierungen hängen von der Polarität, der Intensität und der Dauer der durchgeführten Stimulation ab. Bei einer anodalen Stimulation mit einer festgelegten Stromdichte von 0,057 mA/cm², dabei entspricht die intrakranielle Stimulation circa 0,029 mA/cm², über eine Dauer von 20 Minuten ist die kortikale Aktivierung noch bis zu 90 Minuten nach der tDCS festzustellen. Dabei wurde eine mit einer Salzlösung getränkte Elektrode (Fläche 35 cm²) über dem ausgewählten Hirnareal auf der Kopfhaut platziert und ein konstanter Strom von 2 mA eingeleitet.
Durch die tDCS erfolgt eine Depolarisierung der Nervenzellmembrane. Die Stimulation moduliert die spontanen Aktivierungen der Neuronen in Folge einer Veränderung des Ruhemembranpotentials und führt entweder zu einer Aktivierung oder zu einer Inhibierung des Areals. Die transkranielle Gleichstromstimulation eignet sich also für die spontane Modulation kortikaler Aktivität. Eine anodale tDCS wirkt sich aktivierend auf das stimulierte Areal aus.
Außerdem wird die tDCS von den Probanden auf Grund geringer Risiken, verglichen mit Transkranieller Magnetstimulation (TMS) besser angenommen. Bei der TMS kann es hingegen zur Auslösung eines epileptischen Anfalls kommen. Dieses Risiko besteht bei der tDCS nicht. Darüber hinaus eignet sich die transkranielle Gleichstromstimulation sehr gut für ein Doppelblind-Design. Anhand im Vorfeld programmierter Stimulationscodes ist weder der Testleiter noch der Proband über die Art der Stimulation informiert.
Die tDCS setzt sich auch im Leistungssport durch, da sich durch die beschleunigte Nervenleitgeschwindigkeit auch die Schnellkraft-Leistung z. B. bei Sprüngen signifikant verbessern lässt. Die Wirkung scheint dabei auf maximal 30 Minuten beschränkt. Dies erschwert den Einsatz bei Wettkämpfen. Das Verfahren wird dementsprechend vor allem zu Trainingszwecken angewandt.